# Норберт Рандов
Норберт Рандов (на немски: Norbert Randow) е германски българист, издател и преводач на българска, старобългарска и руска литература на немски.

## Биография
Роден на 27 ноември 1929 г. в гр. Нойщрелиц, днес в провинция Мекленбург-Предна Померания. Следва славистика в Росток и Берлин, дипломира се през 1953 г.
Рандов идва за първи път в България през 1952 г. През 1954 г. започва аспирантура в София на тема „Пенчо Славейков и немската литература“. Той обаче не я довършва, тъй като посолството на ГДР го отзовава през 1955 г. заради сатирична рецензия в „Стършел“ на току-що отпечатан некадърен немско-български речник. През 1962 г. ЩАЗИ претърсва дома му и заради открит екземпляр на „Доктор Живаго“ от Пастернак го обвиняват в антисъветска клевета. Осъден е на 3 години затвор. До 1989 г. ЩАЗИ не му позволява да започне постоянна работа и непрекъснато го подслушва.
Рандов се изхранва се като преводач и издател на свободна практика – превежда и издава българска литература в източногермански издателства. Куриозното е, че през 1967 г. се запознава с бъдещата си съпруга, която е от Западен Берлин. Двамата се виждат рядко, живеят от двете страни на Стената, но от връзката им се ражда син, когото наричат Климент, а двамата съпрузи си уреждат срещи в България.
Рандов превежда „Житието“ на Софроний Врачански и Историята на Паисий Хилендарски с 90-страничен уникален коментар към нея.
Работи в Хумболтовия университет в Берлин. Професор по българистика там между 1992 и 1995 г. Преводач и редактор на преводи от български, руски и старобългарски език..
Член на беларуския ПЕН клуб, почетен член на Немско-българското дружество за насърчаване на връзките между България и Германия.
Почетен член на Съюза на преводачите в България.
След тежко боледуване умира на 1 октомври 2013 г.

## Признание и награди
През 2000 г. е награден с орден „Стара планина“.
Носител на наградата на град Лайпциг за европейско разбирателство (2001)
Почетен доктор на Шуменския университет (2004 г.), Югозападния университет „Неофит Рилски“ (2007 г.) и Софийския университет „Св. Климент Охридски“ (2010 г.).
Носител на федерален кръст за заслуги (2008 г.).

### Авторски книги
- Bulgarische Erzähler. Berlin: Verl. Neues Leben, 1961.
- EU-Bulgaristik. München: Sagner, 2009.

### По-важни преводи[11]
От български
- Svetoslav Minkov, Die Dame mit den Röntgenaugen (Дамата с рентгеновите очи). Berlin: Buchverl. Der Morgen, 1959.
- Ivajlo Petrov, Nonkas Liebe (Нонкината любов). Berlin: Verlag Neues Leben, 1960.
- Iwan Wasow, Unter dem Joch (Под игото). 1967, 1969.
- Aleaxander Gerow, Phantastische Novellen (Фантастични новели). 1968.
- Atanas Daltschew, Gedichte (Стихове). 1975.
- Die pannonischen Legenden (Панонски легенди). Wien: Edition Tusch, 1973.
- Iwan Wasow, Die brennenden Garben. Ausgewählte Erzählungen (Запалените снопи. Избрани разкази). Nachdichtungen von Uwe Grüning. Leipzig: Insel-Verlag, 1978, 162 S.
- Atanas Daltschew, Fragmente (Фрагменти). 1980, 1982.
- Paisij Chilendarski, Slawobulgarische Geschichte (История славянобългарска). Leipzig: Insel-Verlag, 1984.
- Bulgarische Erzählungen des 20. Jahrhunderts (Български разкази на ХХ век). Frankfurt am Main: Insel-Verlag, 1996.
- Eurydike singt (Евридика пее) (антология на българска женска поезия). Köln: Gutke, 1999.
- Pejo Jaworow, Gedichte (Стихове). 1999.
- Mirela Ivanova, Einsames Spiel. Gedichte (Самотна игра). 2000.

От беларуски
- Störche über den Sümpfen. Beloruss. Erzähler (Щъркели над блатата. Беларуски разказвачи). 1977.
- Die junge Eiche. Klassische beloruss. Erzählungen (Младият дъб. Класически беларуски разкази). 1987.
- Wassil Bykauš, Treibjagd (Хайка). 1995.

От руски
- Ossip Mandelstam, Gespräch über Dante (Разговори с Данте). 1984.
- Wladimir Nabokow, Petrograd 1917 (Петроград 1917). 1992.